# وحيد البلعوس
أبو فهد وحيد البلعوس (19 مايو 1965 – 4 سبتمبر 2015) أحد مشايخ الدروز في سوريا. وكان أحد أهم شيوخ الطائفة الدرزية، وهو زعيم ومؤسس «حركة رجال الكرامة». عارض البلعوس تجنيد أبناء الطائفة الدرزية ومشاركتهم في الحرب الأهلية السورية، وقد أكد أنه مستهدف من النظام السوري بعد مواقفه الحيادية. استشهد في 4 سبتمبر 2015 باستهداف سيارته بمنطقة عين المرج في الطريق من ظهر جبل الدروز إلى السويداء في محافظة السويداء مع مجموعة من الشخصيات الدرزية.

## روابط خارجية
- وحيد بلعوس صرخة العقل بين الجيل والوادي مقالة مجلة العرب في لندن